# Régence (1715-1723)
Pour les articles homonymes, voir Régence.
 (août 2014).
La Régence, dans l’histoire du royaume de France, est la période de régence instaurée à la mort de Louis XIV (1er septembre 1715) à cause du trop jeune âge de son héritier désigné, Louis XV, qui n’a que 5 ans et 7 mois. Cette période est remarquable par son progressisme, mais la crédibilité de l’État est affaiblie. La Régence se termine officiellement à la majorité de Louis XV (13 ans et 1 jour) le 16 février 1723, mais une « régence politique » se poursuit.
Cette période est marquée par la prise du pouvoir par Philippe, duc d’Orléans, prince du sang, au détriment de Louis-Auguste, duc du Maine, fils légitimé du feu roi, ce qui entraîne une certaine agitation de Cour ; par l’entente et le partage du pouvoir absolu entre régent, haute noblesse et parlementaires ; par le système innovant, mais finalement décevant de la polysynodie ; et enfin par le « système de Law », sa réussite à assainir les finances de l’État, mais son effondrement final. On peut aussi noter l’audace maritime mais trop peu soutenue, l’action du cardinal Dubois, ainsi que les débuts du futur cardinal de Fleury.

## Histoire

### Événements précédents

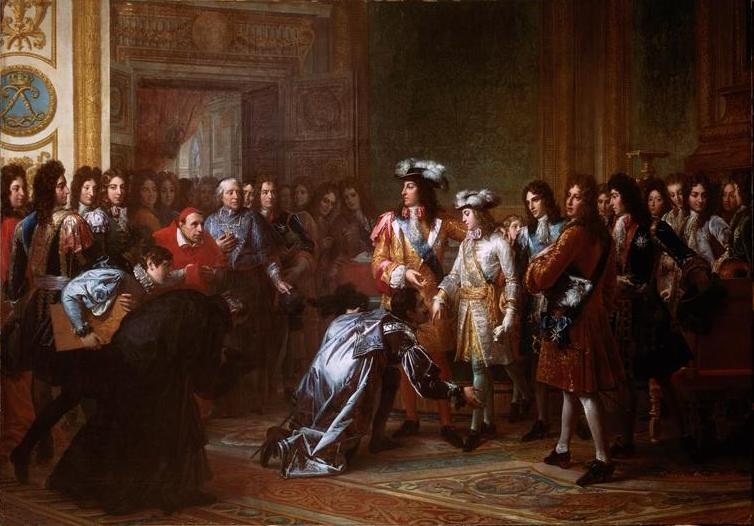
Philippe, fils de France, proclamé roi d’Espagne par son grand-père Louis XIV.

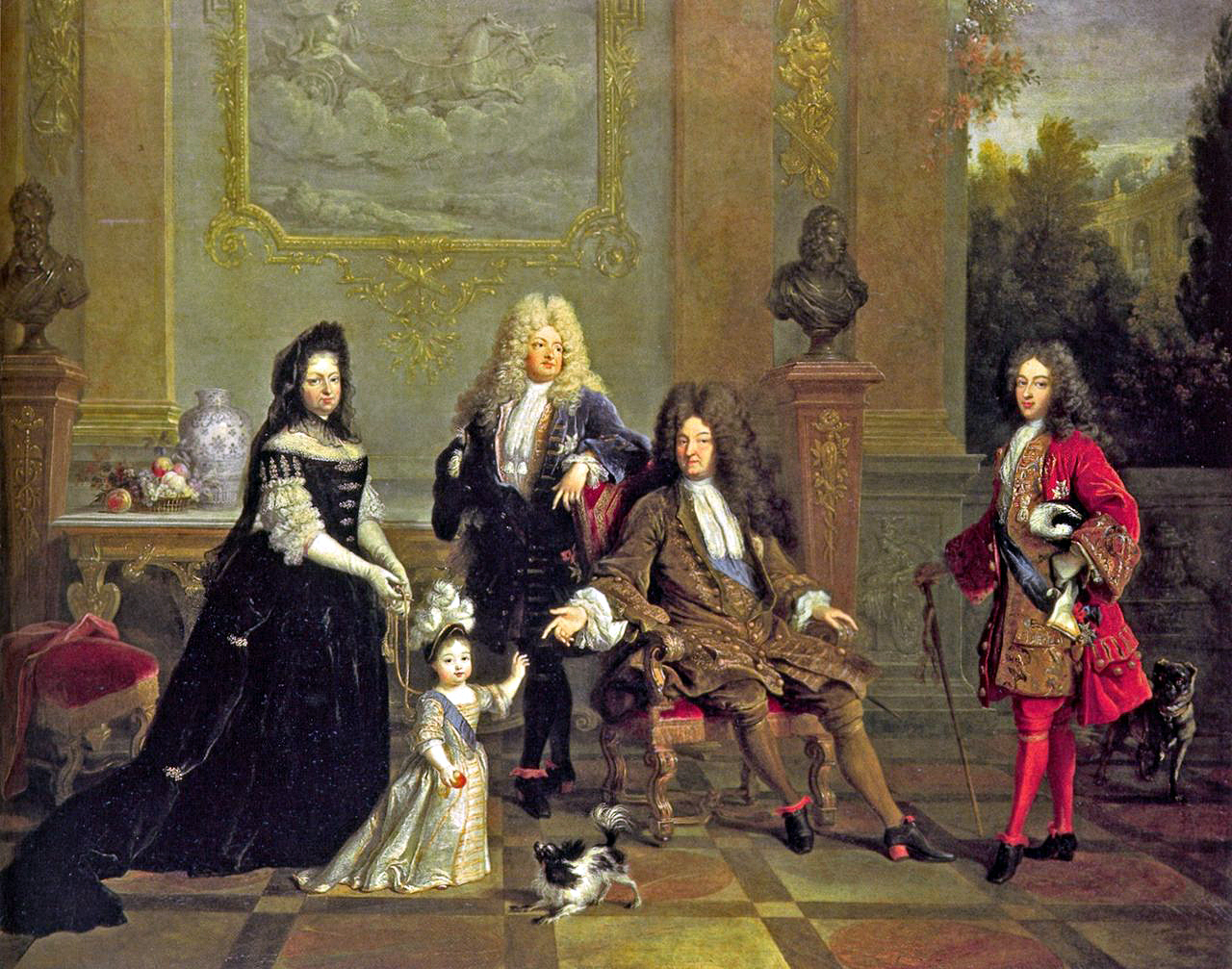
Le roi Louis XIV entouré de ses trois héritiers et de la duchesse de Ventadour.

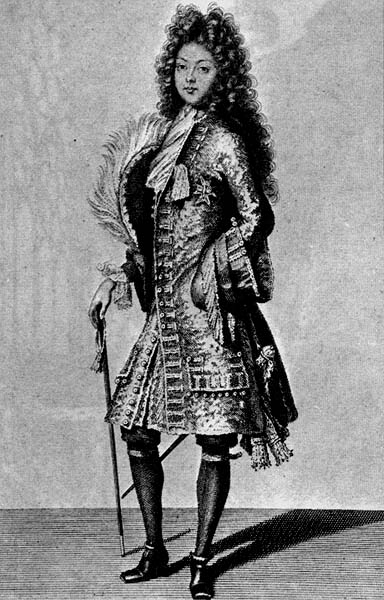
Le duc du Maine.

- 16 novembre 1700 : Philippe de France, duc d’Anjou, petit-fils de Louis XIV, devient roi d’Espagne sous le nom de Philippe V. Ses droits au trône de France lui sont conservés ce qui entraîne la guerre de Succession d'Espagne.
- 1709 : malgré les défaites de ses armées, Louis XIV illustre la prospérité de sa maison en se faisant peindre entouré de ses héritiers directs : son fils, le dauphin, son petit-fils, le duc de Bourgogne et son arrière-petit-fils, le duc de Bretagne. C’est une situation exceptionnelle qu’un souverain puisse contempler ses trois prochains successeurs.
- 15 février 1710, naissance d’un second arrière-petit-fils du roi à qui est donné l’ancien titre de son oncle le roi d’Espagne « duc d’Anjou », signifiant la volonté du roi de conserver la couronne espagnole dans sa maison.
- 14 avril 1711 : le dauphin Louis de France (1661-1711), fils de Louis XIV, meurt. Son fils aîné, le duc de Bourgogne, devient dauphin.
- 1712
  - 18 février : le dauphin Louis de France (1682-1712), petit-fils de Louis XIV, meurt à son tour, (huit jours après son épouse. Leur fils, le duc de Bretagne, devient dauphin.
  - 8 mars : le dauphin Louis de France (1707-1712) meurt également à son tour. Son frère, le duc d’Anjou devient dauphin. C’est un enfant de 2 ans, de complexion fragile et l’on craint à chaque instant pour sa vie.
- 1714
  - 6 mars : traité de Rastatt qui met fin à la guerre de succession d’Espagne. Philippe V conserve son trône espagnol mais doit renoncer à ses droits au trône de France. La France et l’Espagne s’engagent à ce que les deux couronnes ne soient jamais réunies. Troisième petit-fils du roi, le duc de Berry devient l'héritier en second du trône de France. Cependant Philippe V d'Espagne a deux fils (7 et 2 ans) qui pourraient revendiquer la couronne de France.
  - 14 avril : le duc de Berry meurt sans postérité. Louis XIV a 76 ans. Considérant le dauphin qui n’a que quatre ans, il se lamente : « Voici tout ce qui me reste de ma famille ». Si l'on excepte le princes Espagnols, le duc d'Orléans, neveu du roi, devient héritier en second du trône de France.
  - 23 juillet : déclaration royale qui fait du duc du Maine et du comte de Toulouse, fils légitimés du roi, des princes du sang aptes à succéder au trône en cas d’extinction des branches légitimes de la famille royale.
- 1715
  - 1 septembre : Louis XIV meurt[2]. Son testament affirme qu'en attendant que le dauphin, futur Louis XV, devienne majeur pour régner (1723), le duc du Maine, bâtard légitimé, exercera le pouvoir réel (« régence »), tandis qu'au duc d’Orléans, revient la charge, purement honorifique, de « président du conseil de régence ».

### Prise de pouvoir

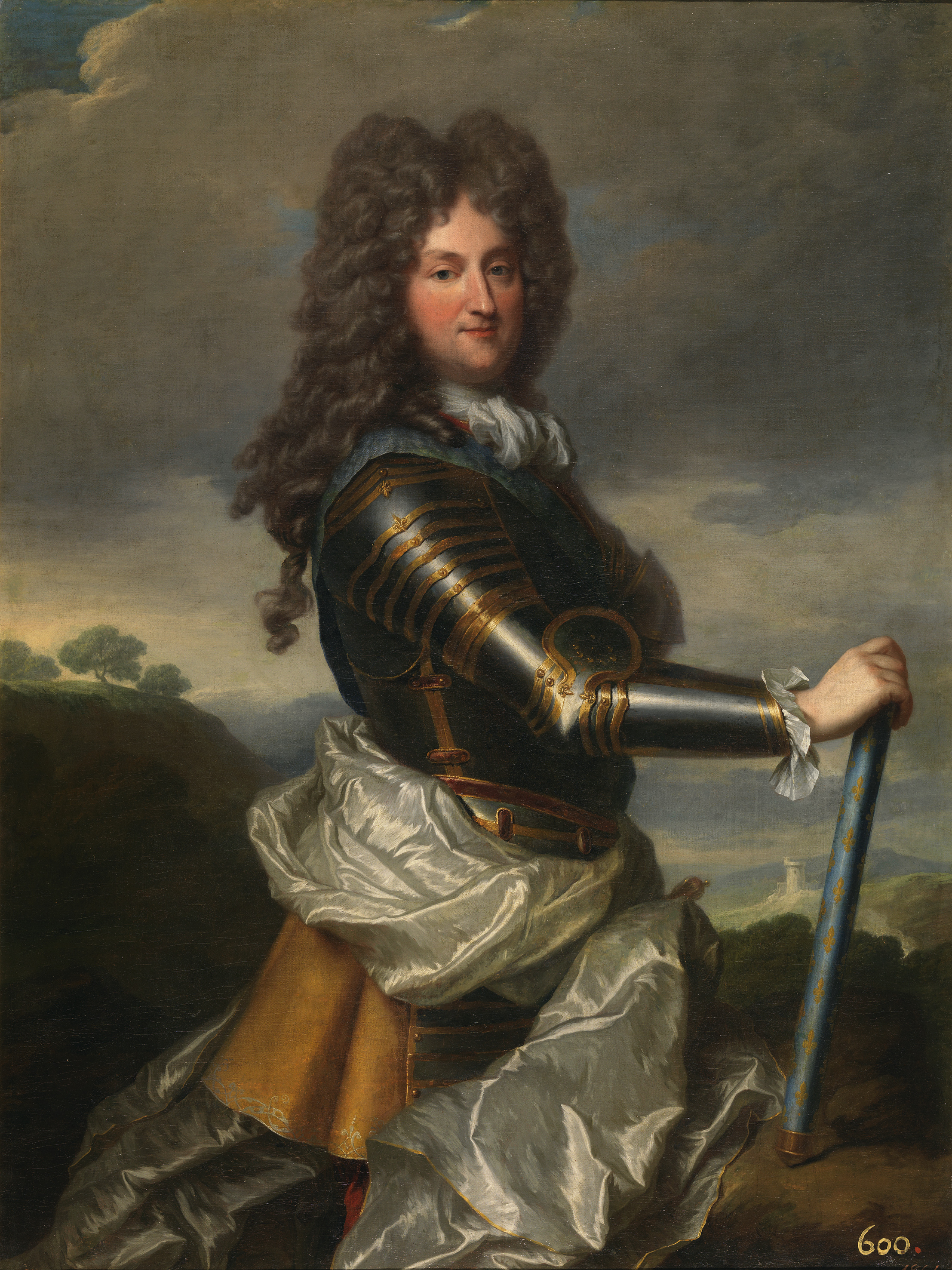
Philippe, duc d’Orléans.

- 2 septembre 1715, le Parlement de Paris casse le testament de Louis XIV et attribue à Philippe d’Orléans la régence pleine et entière durant la minorité du jeune Louis XV[3].
- 4 septembre 1715, une déclaration royale est publiée, indiquant que la régence est assurée au duc d'Orléans[4].
- 15 septembre 1715, il restitue au parlement son droit de remontrance avant l’enregistrement des édits.

Dès septembre 1715, le Régent organise le déménagement du roi et de la Cour d'abord à Vincennes puis, rapidement, à Paris, qui redevient donc la capitale politique de la France. Le roi enfant Louis XV et sa Cour sont installés au palais des Tuileries.
Le 1er octobre 1715, la polysynodie est mise en place, Philippe d’Orléans est régent, les parlementaires ont un pouvoir accru et les ministres du roi sont remplacés par des Conseils (« synodie ») dans lesquels la haute noblesse participe à la vie politique.

### La Régence
Désormais nommé « monseigneur le régent », le duc d’Orléans procède à bon nombre de changements politiques — lois et choix politiques —, ces actions principales étant :
- la modification des alliances, avec l'abandon de l’Espagne pour l’Angleterre,
- la mise en place du système de Law améliorant la situation des dettes de l’État,
- l'augmentation des libertés et légitimation du Parlement,
- l'écriture de lois religieuses (jansénisme, etc.).

### Les premières années de la Régence
Le Parlement de Paris a profité de son pouvoir à casser le testament pour se mettre en valeur. En se montrant docile à la volonté de Philippe d'Orléans, il a acquis des droits sur lui.

#### Mise en place de la Régence, les figures principales
- Philippe, duc D’Orléans.
- Cardinal Dubois.

#### Éducation du roi
Le roi étant un enfant, il faut l'éduquer. Cette tâche incombe à trois personnes :
- le gouverneur, le maréchal de Villeroy, qui s'occupe de l'éducation physique et militaire ;
- la gouvernante, la duchesse de Ventadour ;
- Hercule de Fleury, évêque, qui s'occupe des disciplines de l'esprit[8].

Le roi étudie le matin et le soir. L'après-midi est réservée aux sorties et aux divertissements.
Fleury fait appelle à des savants tels que le géographe Delisle ou le mathématicien Chevallier. L'éducation s'occupe majoritairement des sciences exactes et naturelles.

### La période «libérale» de la Régence (septembre 1715-septembre 1718): la Polysynodie

#### Organisation de la Polysynodie

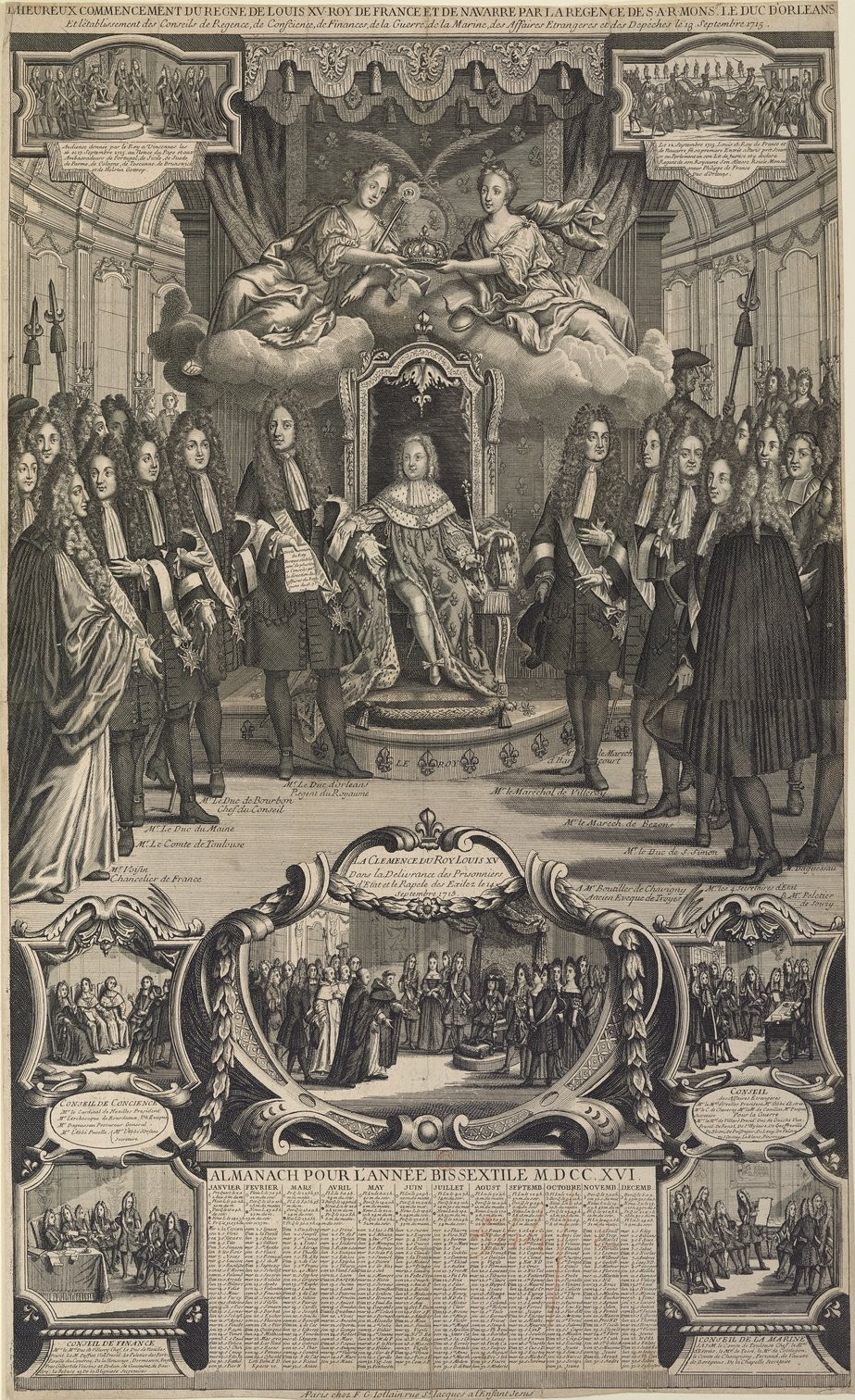
L'heureux commencement du règne de Louis XV, Roy de France et de Navarre par la régence de S. A. R. Monseigneur le duc d'Orléans et l'établissement des Conseils

Sept conseils ont pour tâche de simplifier le travail du Conseil de Régence, présidé par le Régent lui-même :
- le Conseil de conscience (affaires morales et religieuses), présidé par le cardinal de Noailles,
- le Conseil des affaires étrangères, présidé par le maréchal d'Huxelles,
- le Conseil de la guerre présidé par le maréchal de Villars,
- le Conseil de finances, ayant pour chef le maréchal de Villeroy et pour président le duc de Noailles,
- le Conseil des affaires du dedans du Royaume, présidé par le duc d'Antin,
- le Conseil de la Marine, présidé par le comte de Toulouse,
- le Conseil du commerce (décembre 1715), présidé par le maréchal de Villeroy et en fait dirigé par Michel-Jean Amelot de Gournay.

#### Disparition de la Polysynodie
Philippe d'Orléans supprime la polysynodie le 24 septembre 1718. Elle était l'objet de critiques et, au cours de l'année 1718, l'activité des différents conseils décline, les conflits entre les conseillers se multiplient et ceux issus de la noblesse d'épée y manifestent leur opposition à la politique menée par le Régent. Ce dernier revient donc au système des secrétaires d'État.

### Les finances publiques et l’expérience de Law (1716-1720)

#### Finances publiques
À la mort de Louis XIV, le Trésor est vide et les revenus des deux années suivantes sont déjà dépensés. La dette publique s'élève à 2,8 milliards de livres, un record, pour 69 millions de recettes contre 132 millions de dépenses annuelles. Sans toutefois convoquer l'assemblée des états généraux alors que la suggestion lui en est faite, le régent encourage la recherche de trésorerie, au moment où, sur les marchés boursiers d'Amsterdam, Londres et Genève, le crédit de la France est boudé. Cette « fièvre » pousse le pouvoir à prendre des décisions pour le moins arbitraires.
L'idée principale repose sur un constat simple : il faut raréfier coûte que coûte les papiers d’État. Le régent va donc être assisté pour cette entreprise par un conseil des finances. Le 4 novembre 1715, un arrêt du conseil oblige « les traitants, sous-traitants et autres gens d'affaires, de rendre compte de leurs géries ». Cet édit vise les traitants et partisans chargés en province depuis 1687 de récolter diverses taxes et qui étaient censés en verser le produit, ou du moins l'avance, au roi. En décembre, le louis d'or de 1709 est coté officiellement à 20 livres. En janvier 1716, un édit autorise l'opération du visa, à savoir l'inventaire de tous les détenteurs de papiers d’État et réduit les revenus issus des rentes, le taux d'intérêt divisé par deux. Dans la foulée, l'intendant des finances Charles-Henri Malon de Bercy (1678-1742) est démis de ses fonctions, ainsi que deux contrôleurs, Pontchartrain et Desmarets. Le 18 septembre 1716, le Régent et d'Argenson présentent les modalités concernant les taxes. Entretemps, la Chambre de justice, créée le 14 mars, qui encourage la dénonciation, s'organise pour qu'en avril, à Paris et en province, plusieurs centaines de fortunes soient inventoriées et taxées. Plusieurs commis sont fortement condamnés, leurs biens confisqués, pour malversations, concussion avec l'ennemi et enrichissement personnel, tels que Paparel (qui fit grand bruit), Dumoulin, Penot, Chartier, etc. Le Peletier des Forts est arrêté en novembre, suivi de dix-neuf autres interpellations, du jamais vu. Le Régent réussit à éviter aux banquiers Antoine Crozat, Samuel Bernard et les frères Pâris, ainsi qu'au duc de Bourbon une telle infamie, et ceux-ci payèrent. L’État espérait, dans un premier temps, récupérer près de 150 millions, afin d'honorer le service de la dette, puis de réduire de moitié le montant des créances. Il y eut en tout 4 535 personnes taxées, la plus grosse part revenant à Crozat qui versa 6,6 millions. Le Conseil des finances voulut réorganiser la taille sur une base proportionnelle mais les discussions s'enlisèrent. La banqueroute se profilait. La Chambre de justice fut dissoute en mars 1717.
On libéralisa aussi les jeux d’argent, en même temps que la finance spéculative et les cabarets, qui prolifèrent en se diversifiant. L’État royal, qui en est le maître, les multiplie pour son propre compte tout en autorisant de nombreuses loteries privées, charitables ou de commerce, car il voit le profit qu’il peut en tirer.

#### Système de Law

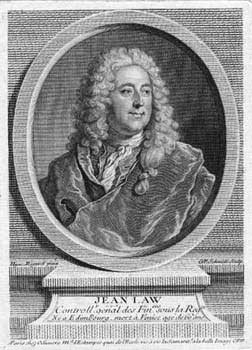
Monsieur "Lass" de Lauriston.

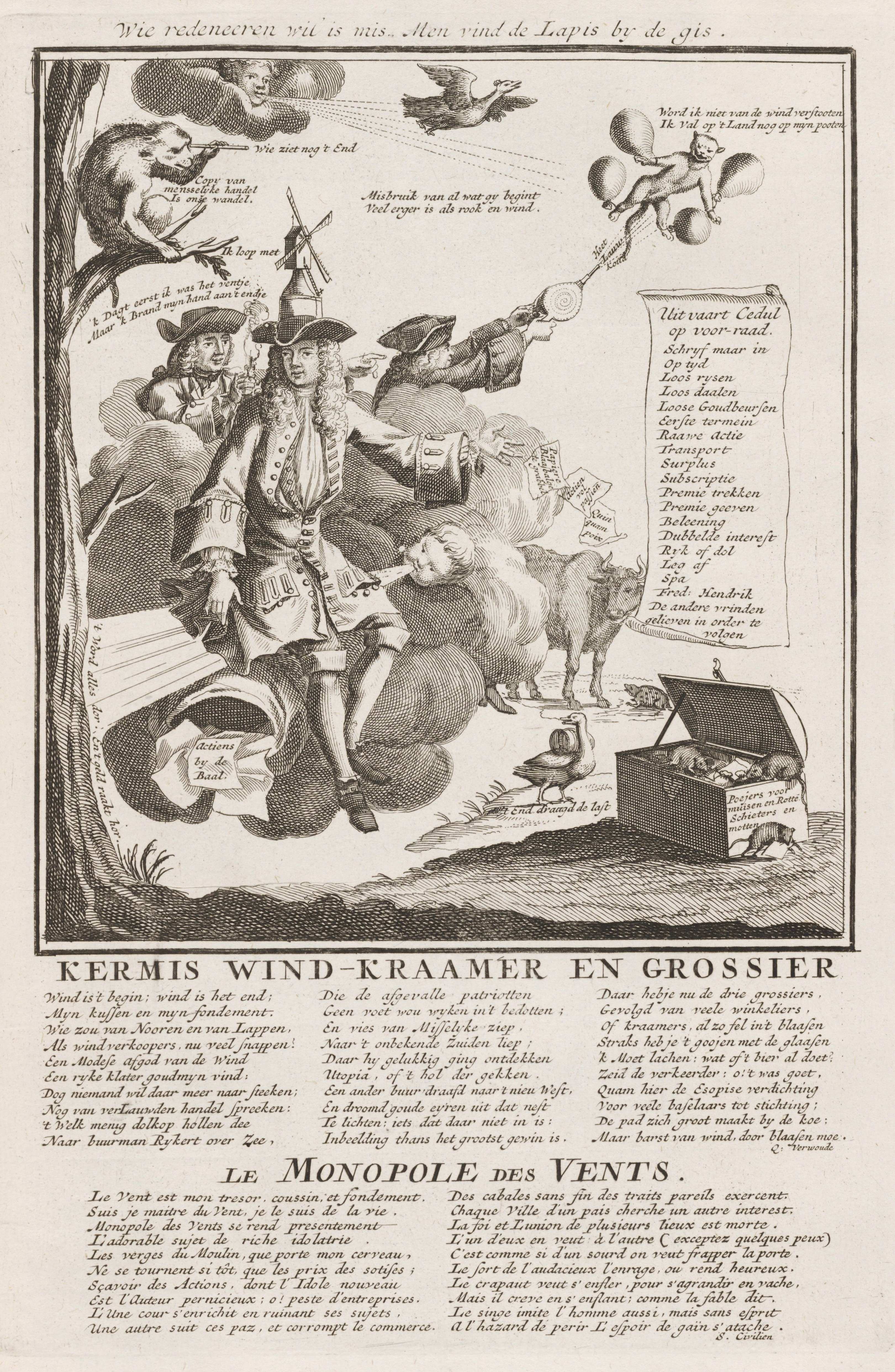
Caricature de John Law (1720).

Au cours de l'année 1716, le Régent prête également l’oreille aux propositions séduisantes de l’Écossais John Law. Law avait conçu un système hardi. Un pays, disait-il en substance, est d’autant plus riche qu’il fait plus de commerce. Or le commerce dépend de l’abondance de la monnaie et de la rapidité de sa circulation. La monnaie n’étant qu’un instrument d’échange des marchandises, sa nature importe peu. Il n’est pas nécessaire de recourir à l’or et à l’argent, métaux rares dont beaucoup de pays sont dépourvus. La monnaie la plus commode est la monnaie de papier qui se fabrique et se transporte facilement.
L’État doit se faire banquier et émettre sous le nom de billets de banque du papier-monnaie que l’on pourra d’ailleurs échanger contre de l’or ou de l’argent. L’État doit aussi se faire commerçant ; les bénéfices qu’il réalisera lui permettront de rembourser la dette publique. Le régent ne permit d’abord à Law que de fonder une banque privée, la Banque générale. La Banque générale reçut des dépôts d’argent, elle consentit des prêts aux commerçants et elle émit des billets remboursables en espèces métalliques. Elle fit de si bonnes affaires qu’elle fut reconnue Banque d’État sous le nom de « Banque royale » (janvier 1719).
Law prend en 1717 le contrôle des compagnies commerciales par actions du nom de Compagnie du Mississippi et de Compagnie de la Louisiane qu'il réunit sous la Compagnie d’Occident renommée en Compagnie perpétuelle des Indes (1719). Elle reçut le monopole de tout le commerce colonial français et se substitua aux traitants pour la levée des impôts indirects. Au début de 1720, Law réunit la Banque générale à la Compagnie des Indes. Tout le monde voulut alors avoir des actions ; on en vint à payer 20 000 livres des actions de 500 livres. Mais les dividendes (c’est-à-dire la part des bénéfices distribués par chaque action) ayant été infimes, la confiance du public disparut.
On se mit donc à vendre les actions, et leur valeur baissa. Pris de peur, le public perdit aussi confiance dans les billets et exigea leur remboursement en or et en argent. Comme la valeur des billets émis dépassait de beaucoup l’encaisse de la banque, celle-ci fit faillite, et Law s’enfuit. Le système avait donc échoué.
Le commerce maritime en avait reçu cependant une vive impulsion, en particulier dans les villes portuaires de Lorient, Nantes, Bordeaux et Marseille. Mais la confiance du public dans les banques fut pour longtemps détruite en France.

### Les dernières années (1720-1723)
À partir de 1718, le gouvernement royal entre ouvertement en conflit avec le Parlement de Paris. Le 21 juillet 1720, le Parlement est translaté à Pontoise, une mesure classique de mise au pas.

## Politique intérieure

### Administration
La Régence poursuit la politique centralisatrice sous Louis XIV. En mars et mai 1716, des arrêts du Conseils renouvellent les prescriptions de Louis XIV.

## Politique extérieure

### Les alliances
Dès son accession au pouvoir, le Régent renverse les alliances de la France : il se rapproche de l’Angleterre au détriment de l’Espagne de Philippe V, de la famille des Bourbons.

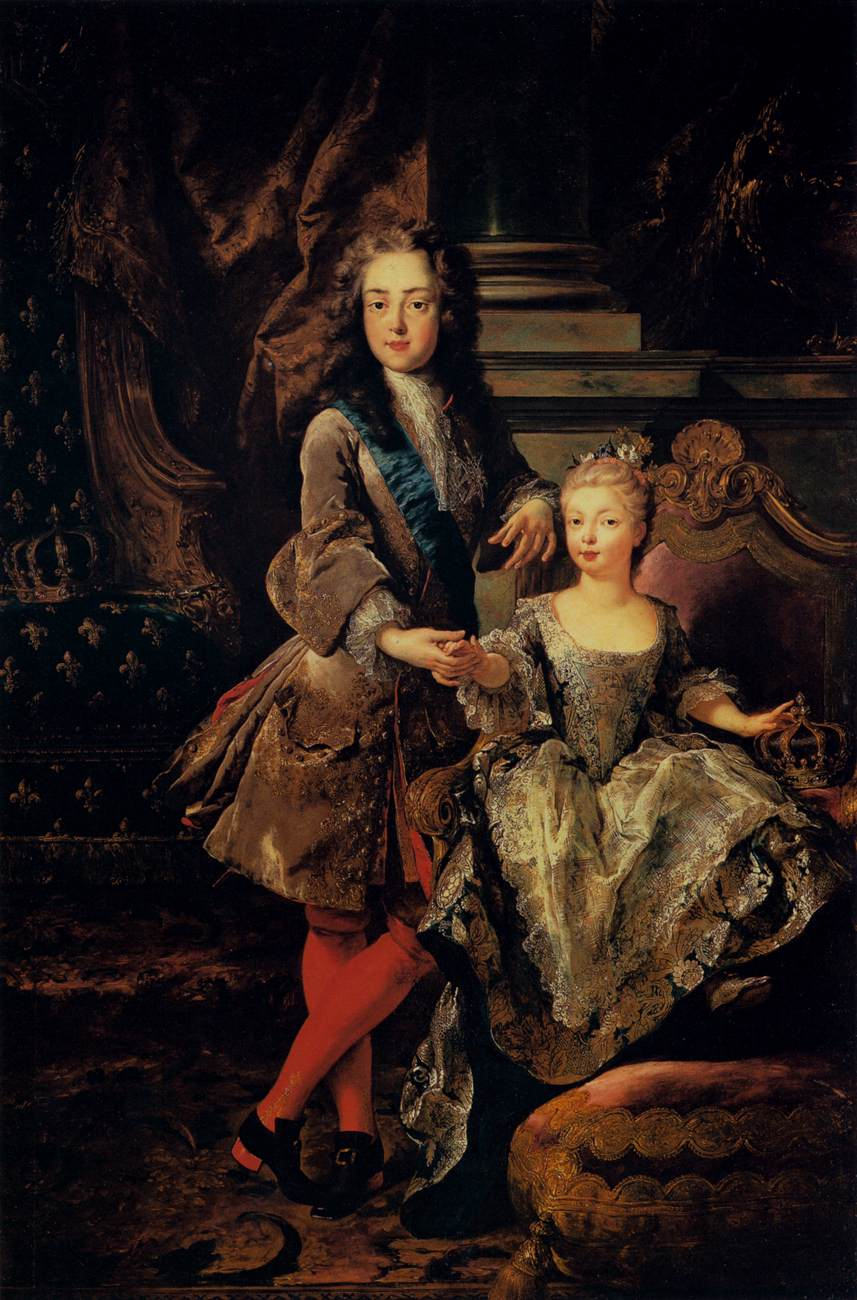
Louis XV, roi de France et de Navarre et sa fiancée, Marie-Anne-Victoire, infante d’Espagne (1723)

Plusieurs raisons peuvent expliquer ce changement de politique : d'après Jean-Baptiste Massilon, le Régent voulait s'assurer ces droits. Il est possible que le Régent ait voulu s'assurer du soutien de l'Angleterre face à Philippe V, si jamais Louis XV venait à mourir sans descendance. L'alliance est aussi un moyen de confirmer la paix en Europe.
Le 10 octobre 1716, l'alliance entre la Grande-Bretagne et la France est conclue. Le 4 janvier 1717, la Triple-Alliance est à son tour conclue, à La Haye, entre la Grande-Bretagne, les Provinces-Unies et le royaume de France. Le 2 août 1718, une Quadruple-Alliance est à son tour mise en place entre la Grande-Bretagne, le royaume de France, l’Autriche et le duché de Savoie.
En 1718, durant la conspiration de Cellamare, l’Espagne (son premier ministre, le cardinal Jules Alberoni) et le duc du Maine, aiguillonné par son épouse, projettent de renverser le régent. Le duc et la duchesse du Maine sont arrêtés et incarcérés, lui à Doullens, elle à Dijon. Ils seront graciés en 1721.
S'ensuit la guerre de la Quadruple-Alliance, entre 1718 et 1720, gagnée par le parti français, contraignant Philippe V d'Espagne, ou plutôt son épouse Élisabeth de Parme, « à plus d’humilité »…
Le 20 mai 1720, Philippe V d'Espagne adhère à la Quadruple-Alliance. Le 13 juin 1721, le traité de Madrid de 1721, créé une alliance entre l'Espagne, la France et l'Angleterre.
Le 22 novembre 1722, le traité de Paris avec l’Espagne est signé. Il fixe le mariage de Louis d’Espagne, prince des Asturies et Louise-Élisabeth d'Orléans, fiançailles de Louis XV et Marie-Anne-Victoire d'Espagne et de Charles d’Espagne et Philippine Élisabeth d'Orléans.

## La régence officieuse

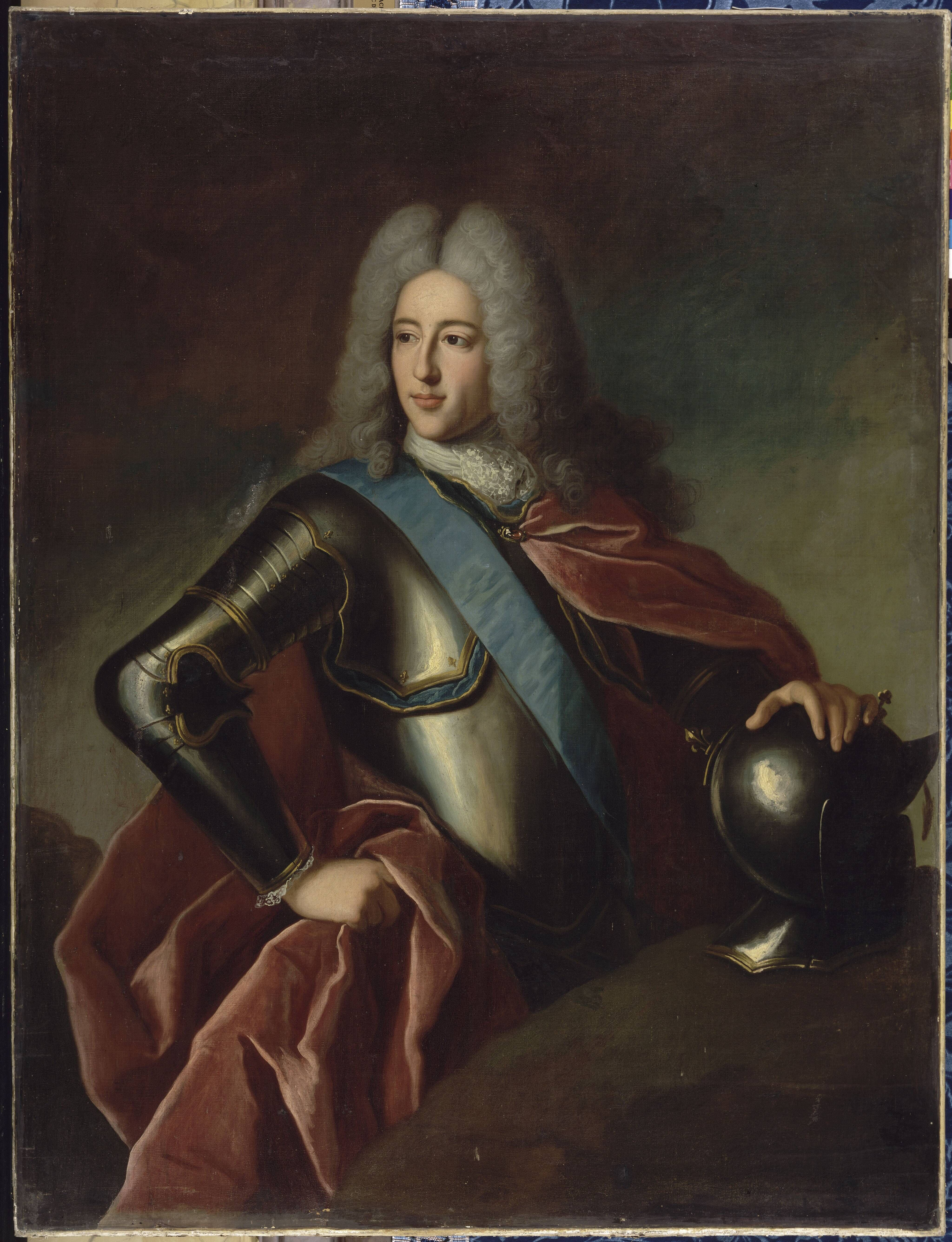
Le duc de Bourbon.

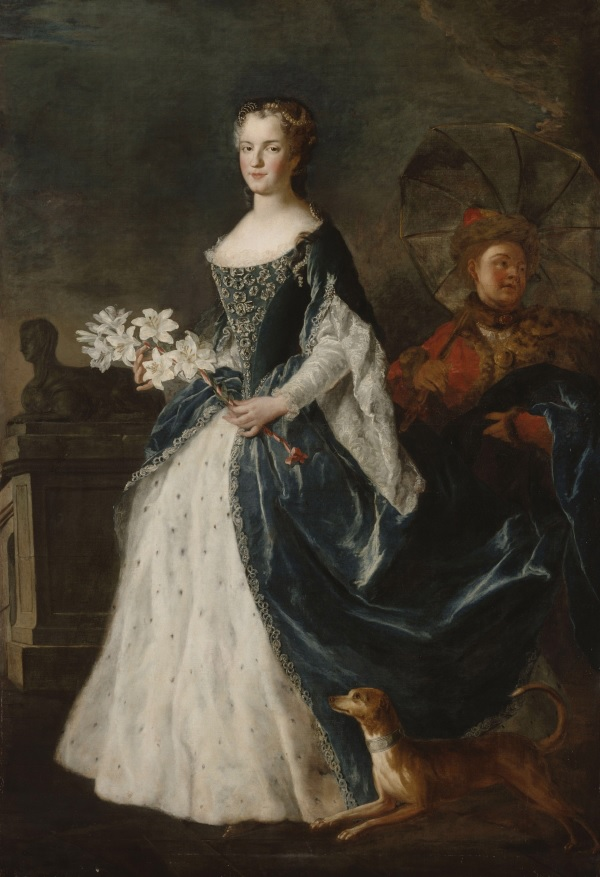
La reine Marie.

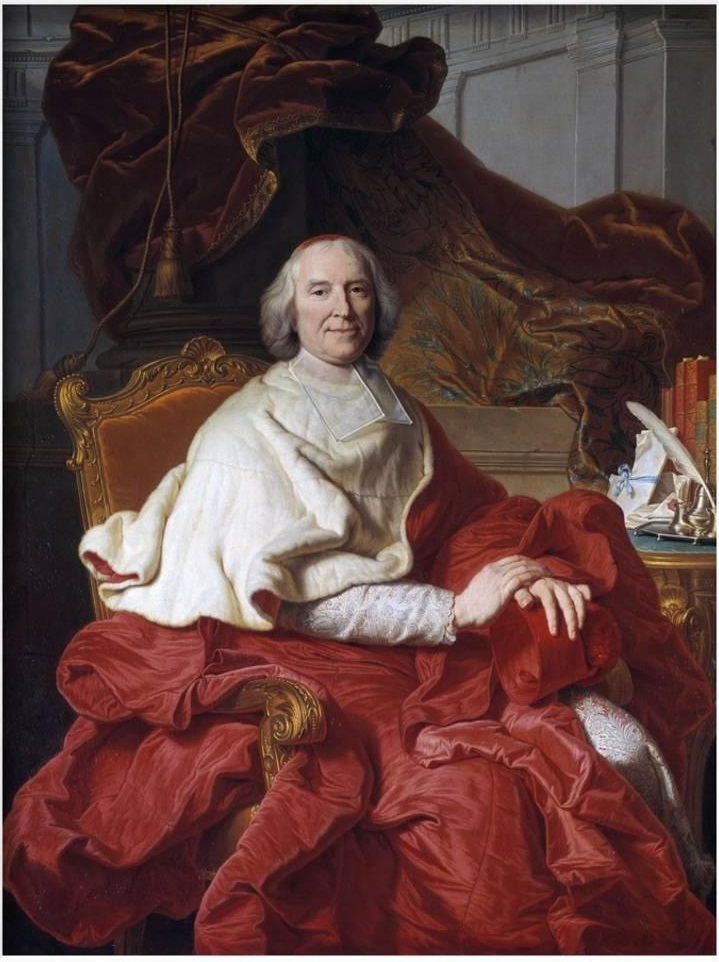
Le cardinal de Fleury.

En février 1723, à 13 ans et un jour, la minorité de Louis XV prend fin : le roi est majeur, la Régence cesse. Le 25 octobre 1722, Louis XV est sacré à Reims mais Philippe d’Orléans continue d’assurer la réalité du pouvoir, d’abord au travers du cardinal Dubois, principal ministre (1722-1723) puis directement, à la mort de Dubois (10 août 1723) où il devient principal ministre.
Le 2 décembre 1723, Philippe d’Orléans meurt. c’est l’impopulaire duc de Bourbon, son neveu, chef d’une autre branche cadette de la famille royale et petit-fils de Louis XIV par sa mère, une autre fille légitimée que le feu roi avait eu de madame de Montespan, qui lui succède (1724-1726), puis le cardinal de Fleury (1726-1743), tous deux continuant globalement la même politique internationale.
Le 15 janvier 1724, Philippe V d’Espagne abdique en faveur de son fils qui devient Louis Ier d'Espagne. La fille du régent est reine. Le 31 août 1724, Louis Ier d’Espagne meurt. Philippe V, gouverné par son épouse Élisabeth de Parme, reprend le pouvoir.
Fin mars 1725, le duc de Bourbon, prince du sang, oncle du roi et premier ministre français, rompt les fiançailles de Louis XV. L’« infante-reine » Marie-Anne-Victoire d'Espagne est renvoyée dans son pays d’origine. En réaction Philippe V rompt les fiançailles de l’infant Charles avec Philippine-Élisabeth d’Orléans qui est renvoyée en France avec sa sœur la reine-douairière Louise-Élisabeth. Le 5 septembre, Louis XV est marié avec Marie Lesczynska.
Le 11 juin 1726, le duc de Bourbon est mis en disgrâce. Louis XV fait de son ancien précepteur André Hercule de Fleury, évêque de Fréjus, son « principal ministre ». Peu après, monsieur de Fréjus est promu au cardinalat.

## La Régence au cinéma
- Que la fête commence, film français réalisé par Bertrand Tavernier en 1975, avec Philippe Noiret dans le rôle du Régent et Jean Rochefort dans celui de l’abbé Dubois : un regard à la fois égrillard et dramatique sur la régence de Philippe d’Orléans. L'intrigue débute en juillet 1719 avec la mort de Marie-Louise-Élisabeth d'Orléans, fille aînée du Régent, dont Tavernier montre l'autopsie dans une scène d'un macabre carnavalesque. Victime de ses excès alimentaires et de ses débordements amoureux, « Joufflotte » est trouvée à nouveau enceinte. Le délabrement physique de la jeune princesse est à l'image du pourrissement de l'Ancien régime, 70 ans avant la prise de la Bastille… Son fantôme « hante » le Régent tout au long du film, suggérant des relations équivoques entre le père et sa fille.
- Le Bossu, film français réalisé par André Hunebelle en 1959, avec Jean Marais et Sabine Sesselmann : le chevalier Henri de Lagardère est sur le chemin de l'exil. Il s'arrête une dernière fois au château du duc de Nevers afin de l'affronter en duel et découvrir sa botte secrète que l'on dit « imparable ». Sur place, Lagardère apprend qu'un complot se trame contre le duc. C'est son cousin, le prince Philippe de Gonzague, qui a décidé de le faire assassiner afin de s'approprier sa fortune. Lagardère combat les conspirateurs aux côtés de Nevers qui est blessé mortellement. Avant de mourir, il fait jurer à son ami chevalier de prendre soin de sa fille Aurore qu'il a secrètement eu avec Isabelle de Caylus. Des années plus tard, Lagardère revient en France, accompagné d'Aurore, afin de venger Nevers. Pour ne pas se faire reconnaître, il prend l'apparence d'un bossu…

### Note

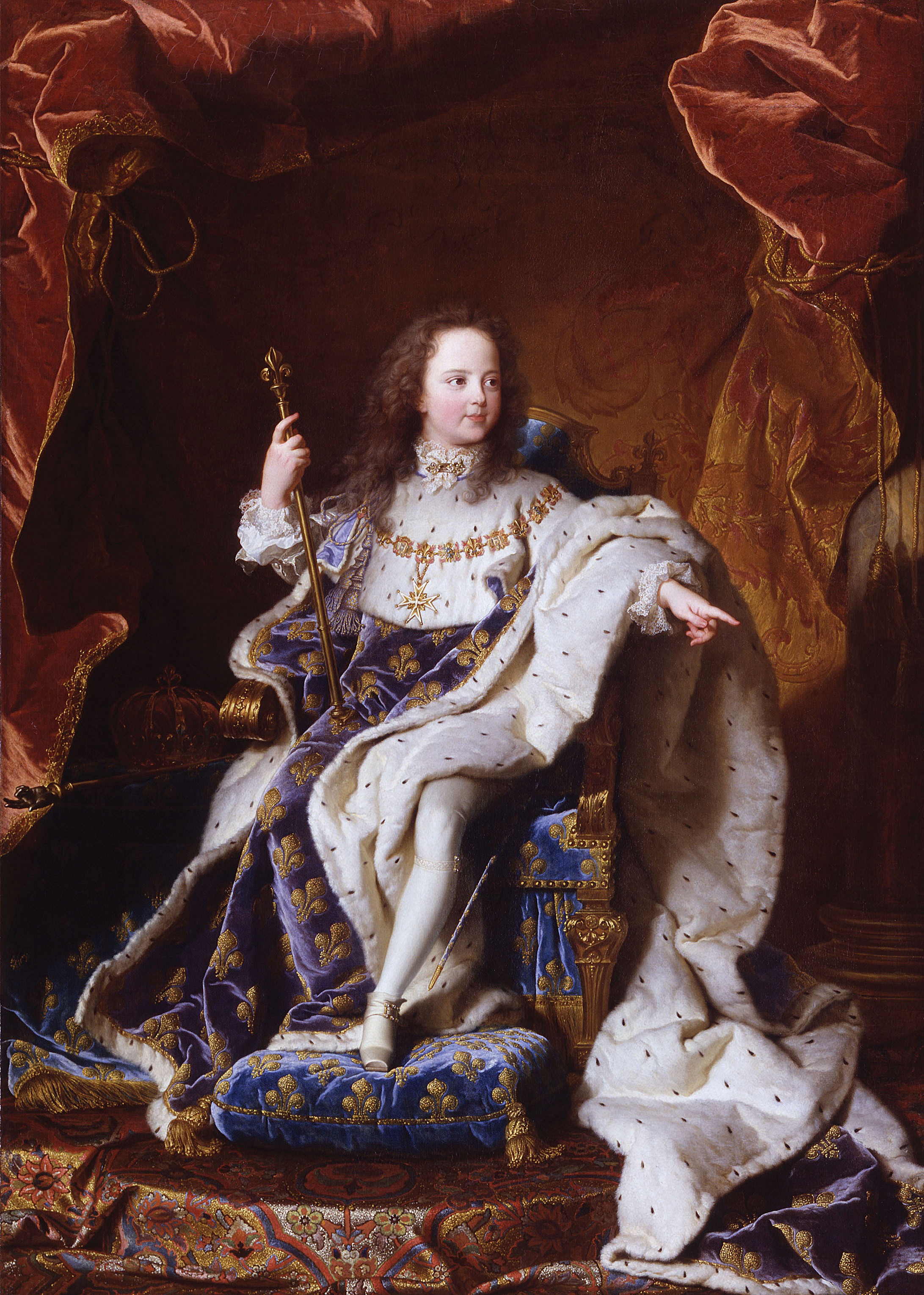
Louis XV peint par Hyacinthe Rigaud en 1715. Le roi n'a alors que cinq ans.

1. ↑  Selon les règles typographiques, un nom commun employé en sens absolu, non suivi du nom propre, porte la majuscule. En l'occurrence, « le Régent » désigne sans ambiguïté Philippe d'Orléans, de même que « la Régence » évoque systématiquement la période 1715-1723[1].